# Глотівка
Гло́тівка —  село в Україні, у Троїцькій селищній громаді Сватівського району Луганської області. Населення становить 11 осіб. Орган місцевого самоврядування — Новоолександрівська сільська рада.

## Населення

### Мова
Розподіл населення за рідною мовою за даними перепису 2001 року:
| Мова       | Кількість | Відсоток |
| ---------- | --------- | -------- |
| російська  | 10        | 90.91%   |
| українська | 1         | 9.09%    |
| Усього     | 11        | 100%     |